# 시즈오카현 제5구
시즈오카현 제5구(静岡県 第5区)는 일본의 중의원 선거구이다. 1994년 공직선거법으로 신설되었다.

## 지역
- 미시마시
- 후지시 일부
- 고텐바시
- 스소노시
- 이즈노쿠니시 일부
- 다가타군
- 슨토군
  - 오야마정

## 역대 중의원 의원
- 사이토 토시츠구(소속 정당: 자유민주당, 임기: 1996년 ~ 2003년)
- 호소노 고시(소속 정당: 무소속, 임기: 2003년 ~ 현재)

## 같이 보기
- 일본 중의원 소선거구제 선거구 목록